# リーマンの聖母
『リーマンの聖母』（リーマンのせいぼ、伊: Madonna Lehman）は、イタリアのルネサンス期ヴェネツィア派の巨匠、ジョヴァンニ・ベッリーニによる1470年頃の聖母子画で、板上にテンペラで描かれている。
ベッリーニによるこの初期の作品は、義理の兄弟であるパドヴァの画家、アンドレア・マンテーニャの影響を示している。聖母マリアの頭部の背後に下がっている花輪のオレンジ色の瓢箪は、キリストの復活を象徴している。画面右側にある小さな果物は、聖体（聖体拝領）を表すサクランボか、エデンの園での人間の堕落を表すリンゴであるのかもしれない。左側にある瓢箪は、リーバイ・ダンコナによってバルサム梨として識別されている。
本作は1911年にイタリアのリエーティにあるヴィラ・サンマウロで記録され、1916年6月以前にフィリップ・リーマンによって取得された。彼の息子のロバートは、作品を1975年にニューヨークのメトロポリタン美術館に遺贈した。
2018年現在、この絵は展示されていない。